# Solberg, Örnsköldsviks kommun
Solberg är en småort i Anundsjö socken i Örnsköldsviks kommun, cirka 90 km från Örnsköldsvik.
Orten är känd för sin skidanläggning med slalombacke, stugby och husvagnscamping. År 2004 brann det i ett stort antal av stugorna samt i en servicebyggnad och i en kåta. Numera har det mesta återuppbyggts.
År 1983 inträffade en jordbävning med en magnitud på mellan 4 och 4,5 på Richterskalan i Solberg.
Solberg ligger i norra delen av Anundsjö socken, fem mils väg från kyrkbyn Bredbyn. Samhället har en egen kyrkobyggnad, Solbergs kyrka.
Närbelägna berget Solbergsliden når 594 meter över havet och omnämns som Västernorrlands läns (dock inte landskapet Ångermanlands) högsta punkt.
År 2010 hittades en guldklimp på tre gram i en bäck i Solberg, vilket med svenska mått är en stor bit. 
Redan historiskt fanns det misstankar om att det kunde finnas guld i Solberg
På 1700 och 1800-talet letades det efter guld i Solberg. Det provbröts i Gruvberget för ungefär 100 år sedan och ryktet gick om en åder under bykyrkan. Senaste stora guldjakten var på 40-talet då man till och med borrade efter guld men utan större framgångar. 

## Befolkningsutveckling
| Befolkningsutvecklingen i Solberg 1960–2015   | Befolkningsutvecklingen i Solberg 1960–2015 | Befolkningsutvecklingen i Solberg 1960–2015 | Befolkningsutvecklingen i Solberg 1960–2015 | Befolkningsutvecklingen i Solberg 1960–2015 |
| --------------------------------------------- | ------------------------------------------- | ------------------------------------------- | ------------------------------------------- | ------------------------------------------- |
|                                               |                                             |                                             |                                             |                                             |
| År                                            |                                             |                                             | Folkmängd                                   | Areal (ha)                                  |
| 1960                                          | 1960                                        |                                             | 389                                         |                                             |
| 1965                                          | 1965                                        |                                             | 369                                         |                                             |
| 1970                                          | 1970                                        |                                             | 243                                         |                                             |
| 1975                                          | 1975                                        |                                             | 255                                         |                                             |
| 1980                                          | 1980                                        |                                             | 253                                         |                                             |
| 1990                                          | 1990                                        |                                             | 261                                         | 78                                          |
| 1995                                          | 1995                                        |                                             | 201                                         | 80                                          |
| 2000                                          | 2000                                        |                                             | 170                                         | 80#                                         |
| 2005                                          | 2005                                        |                                             | 145                                         | 84#                                         |
| 2010                                          | 2010                                        |                                             | 102                                         | 84#                                         |
| 2015                                          | 2015                                        |                                             | 69                                          | 66#                                         |
| Anm.: Upphörde som tätort 2000. # Som småort. |                                             |                                             |                                             |                                             |